# فیزیک کوانتومی: ریسک یک زندگی شبانه
فیزیک کوانتومی: ریسک یک زندگی شبانه (انگلیسی: By Quantum Physics: A Nightlife Venture; کره‌ای: 양자물리학) یک فیلم جنایی سال ۲۰۱۹ کره جنوبی با بازی پارک هه-سو، سو یه جی و کیم سانگ هو است.

## بازیگران
- پارک هه-سو در نقش  لی چان وو
- سو یه جی در نقش  سونگ اون یونگ
- کیم سانگ هو در نقش  پارک کی هون
- کیم اونگ-سو در نقش  جونگ کام تک
- بیون هی بونگ در نقش  بک یونگ کام
- کیم یونگ جه در نقش  چوی جی هون
- لی چانگ هون در نقش  یانگ یون شیک
- پارک سونگ یون در نقش  دستیار دادستان یانگ
- ایم چول سو در نقش  کیم سانگ سو
- هیون بونگ شیک در نقش  کیم کوان چول
- جو سوک ته در نقش  رئیس دپارتمان مون
- سون جونگ هاک در نقش  مدیر کیم
- پارک کوانگ سون در نقش فراکتال
- چوی ته جون در نقش  کیم جونگ مین
- کیم وون شیک در نقش مین، سرپرست تیم دپارتمان اطلاعات جنایی
- کیم جونگ وو در نقش  گزارشگر چوی
- کیم می هه در نقش گزارشگر لی سون هی